# 칼 몰든
칼 몰든(영어: Karl Malden, 본명은 믈라덴 조지 세쿨로비치(영어:  Mladen George Sekulovich), 1912년 3월 22일 ~ 2009년 7월 1일)은 미국의 배우이다.

## 영화
- 13 루 마드렌
- 건파이터 (1950년 영화)
- 몬테즈마의 영웅들
- 욕망이라는 이름의 전차 (1951년 영화)
- 비애 (1952년 영화)
- 나는 고백한다
- 워터프론트 (영화)
- 아기 인형
- 애꾸눈 잭
- 버드맨 오브 알카트라즈
- 서부 개척사
- 신시내티의 도박사
- 패튼 대전차 군단
- 아홉 개의 꼬리를 가진 고양이
- 썸머타임 킬러
- 포세이돈 어드벤처 2
- 지구의 대참사

## 텔레비전
- 스트리트즈 오브 샌프란시스코
- 웨스트 윙 (드라마)